# PixelJunk Eden
PixelJunk Eden è un videogioco sviluppato da Q-Games per PlayStation 3 e Microsoft Windows. Terzo gioco della serie PixelJunk è stato pubblicato su PlayStation Store il 31 luglio 2008 e successivamente, il 2 febbraio 2012, su Steam. Il gioco è caratterizzato dal lavoro di Baiyon, un artista indipendente di Kyoto invitato dal fondatore di Q-Games Dylan Cuthbert a provvedere sia il design grafico che la colonna sonora.

## Modalità di gioco
Il giocatore controlla un "Grimp" (dalle parole inglesi "grip" e "jump", rispettivamente "aggrapparsi" e "saltare"), una piccola creatura che si sposta nel livello attraverso strutture a forma di pianta. Oltre a poter saltare e aggrapparsi, il Grimp può dondolarsi per mezzo di una cordicella e ha il potere di schiantarsi velocemente al suolo.
L'obiettivo è di collezionare degli oggetti chiave chiamati "Spettri" dispersi nei "giardini" che costituiscono i livelli del gioco. Ogni giardino è visivamente incentrato su un numero limitato di colori ed è caratterizzato da uno specifico sottofondo di techno music minimalista. In ogni Giardino sono presenti cinque Spettri che andranno raccolti singolarmente, uno per ogni visita al giardino, ma non in un ordine prefissato. Collezionando un numero sempre maggiore di Spettri il giocatore potrà sbloccare nuovi Giardini da esplorare.
Per raggiungere gli Spettri è necessario attivare dei semi dai quali cresceranno piante sempre più alte che il Grimp potrà usare come piattaforme. Per poter attivare i semi bisogna raccogliere il polline ottenibile distruggendo i nemici presenti nel giardino che se all'inizio saranno solo delle spore, andando avanti col gioco diventeranno sempre più aggressivi. Più nemici verranno distrutti senza che il Grimp torni ad aggrapparsi ad un supporto, maggiore sarà la quantità di polline che questi rilasceranno.
Quando il giocatore avvia un livello, una "barra di sincronizzazione" comincia a diminuire lentamente, se questa dovesse svuotarsi completamente il gioco finirebbe e il giocatore sarebbe costretto a ricominciare da capo. La barra è inoltre influenzata dai colpi che i nemici sono in grado di assestarci, che la faranno diminuire, e dalla raccolta dei "cristalli" sparsi per il giardino che, al contrario, la riempiranno. Nel momento in cui il giocatore raccoglie uno Spettro la barra viene invece riempita totalmente.

## Encore
Similmente a quanto fatto per PixelJunk Monsters, gli sviluppatori hanno pubblicato il 26 aprile 2009 una espansione chiamata PixelJunk Eden Encore. Essa include cinque nuovi giardini e qualche nuovo elemento di gioco come, ad esempio, la cattura in sequenza di almeno tre semi che innescherà l'esplosione di tutti i nemici presenti sullo schermo. Al rilascio di Encore tutte le modifiche introdotte sono state estese anche ai livelli presenti nella versione base.